# آپولیناریس لائودیسه
آپولیناریس لائودیسه (یونانی باستان: Ἀπολινάριος؛ تاریخ ورودی نامعتبر است – تاریخ ورودی نامعتبر است) کشیش، شاعر، و متخصص الهیات اهل روم باستان بود.